# Macropitthea
Macropitthea là một chi bướm đêm thuộc họ Geometridae.